# Shingo Kunieda
Shingo Kunieda, (japanska: 国枝 慎吾?, Kunieda Shingo), född den 21 februari 1984, är en japansk utövare av rullstolstennis.
Kunieda tävlade i dubbel vid de paralympiska spelen 2004 i Aten där han vann guldmedalj tillsammans med Satoshi Saida. Vid de paralympiska spelen 2008 i Peking erövrade han guldmedalj i singel och bronsmedalj i dubbel, åter tillsammans med Satoshi Saida. Singelguldet blev Kunieda förste manlige spelare att försvara, genom att också vinna guld i singel för rullstolstennis vid de paralympiska spelen 2012 i London.

## Biografi
Kunieda blev rullstolsburen på grund av en tumör i ryggmärgen, som upptäcktes när han var nio år gammal. Han är sedan dess förlamad i nedre halvan av kroppen. Kunieda har en examen från Reitaku-universitetet i Japan och är numera anställd där.

## Tenniskarriär
Kuniedas första paralympiska insats var i dubbel vid de paralympiska spelen 2004 i Aten, där han vann guldmedalj tillsammans med Satoshi Saida. Vid de paralympiska spelen 2008 i Peking erövrade han guldmedalj i singel och bronsmedalj i dubbel, åter tillsammans med Satoshi Saida. Singelguldet blev Kunieda förste manlige rullstolstennisspelare att försvara, genom att vinna guld i singel också vid de paralympiska spelen 2012 i London. Ny paralympisk medalj erövrade Kunieda sedan vid de paralympiska spelen 2016 i Rio de Janeiro där han åter spelade tillsammans med Saida och erövrade brons.
Kuneida efter att ha vunnit guldmedalj 2012:
| ” | Jag är trött, men har spelat väl. Det är helt otroligt. Januari och februari var en tuff tid för mig. Jag kämpade hårt så att jag skulle kunna vara med och vinna. Det var min dröm och nu har den blivit verklighet. | „ |

Kunieda är högerhänt med hardcourt som favoritunderlag. Han har Hiromichi Maruyama som tränare. Mellan 2007 och 2010 var Kunieda ITF-världsmästare och var då också högst på världsrankningen. 2007, 2009, 2010, 2014 och 2015 erövrade Kunieda Grand Slam i singel för rullstolstennis. Med sammanlagt 101 titlar i singel och dubbel, inklusive 45 grandslam-titlar, ses Kunieda av många som den störste manlige rullstolstennisspelaren genom tiderna.
Kunieda har dessutom svårslagna 106 vinster i rad, mellan 2007 och 2010. Vinstserien inleddes efter hans förlust i Masters 2007 och tog slut i och med förlusten mot franske spelaren Stéphane Houdet i semifinalen för Masters 2010. Mellan januari 2014 och december 2015 hade Kunieda en ny serie av vinster. Den blev 77 matcher lång och bröts i kvalspelet till NEC Masters 2015 av belgaren Joachim Gérard. Trots förlusten kvalificerade sig Kunieda för semifinal, där han återigen blev slagen av Gérard.
I form av Grand Slam-singlar har Kunieda vunnit Australian Open 10 gånger (2007, 2008, 2009, 2010, 2011, 2013, 2014, 2015, 2018, 2020), French Open 7 gånger (2007, 2008, 2009, 2010, 2014, 2015, 2018) och US Open 7 gånger	(2007, 2009, 2010, 2011, 2014, 2015, 2020).
I Grand Slam-dubbel har Kunieda vunnit Australian Open 8 gånger (2007, 2008, 2009, 2010, 2011, 2013, 2014, 2015), French Open 8 gånger (2008, 2010, 2011, 2012, 2013, 2015, 2016, 2019), Wimbledon 3 gånger (2006, 2013, 2014) och US Open 2 gånger (2007, 2014).